# Ma Liang
Ma Liang (chiń. 马良; ur. 22 lipca 1983) – chiński lekkoatleta specjalizujący się w rzucie młotem.
W 2003 zdobył złoty medal igrzysk miast chińskich. Kariera chińskiego młociarza nabrała tempa w 2009, kiedy to wywalczył złoty medal mistrzostw kraju, zwyciężył w chińskiej olimpiadzie narodowej oraz wywalczył brązowy medal w mistrzostwach Azji.

## Rekordy życiowe
- rzut młotem – 74,11 (2009)